# Говхар
Говха́р (произн. Говһар; азерб. Gövhər) — персидское женское имя.

Распространённое имя у казахов. 

## Происхождение
О происхождении имени Т. А. Шумовский пишет: «Персидское слово гохар (гавхар) — „драгоценный камень, самоцвет“ привело к возникновению армянского женского имени Гоар, но проникши в арабский, образовало там джавхар — „самоцвет“. На бытовом уровне обращает на себя внимание персидское гавхар — „драгоценный камень“, которое, перейдя в арабское джавхар с тем же значением, создало помимо нарицательных на русской и английской почве собственные имена: индийское Джавахарлал, чеченское Джохар, армянское Гоар».
Имя Говхар носила жена одного из сыновей Тимура.
Именем Говхар названы две мечети (Верхняя и Нижняя) XVIII—XIX вв. в городе Шуша.
Варианты написания в зависимости от страны: Gövhər ( Азербайджан),  Гоа́р (Армения), Гавхар (Средняя Азия), Гаухар (Казахстан), 